# Szurok

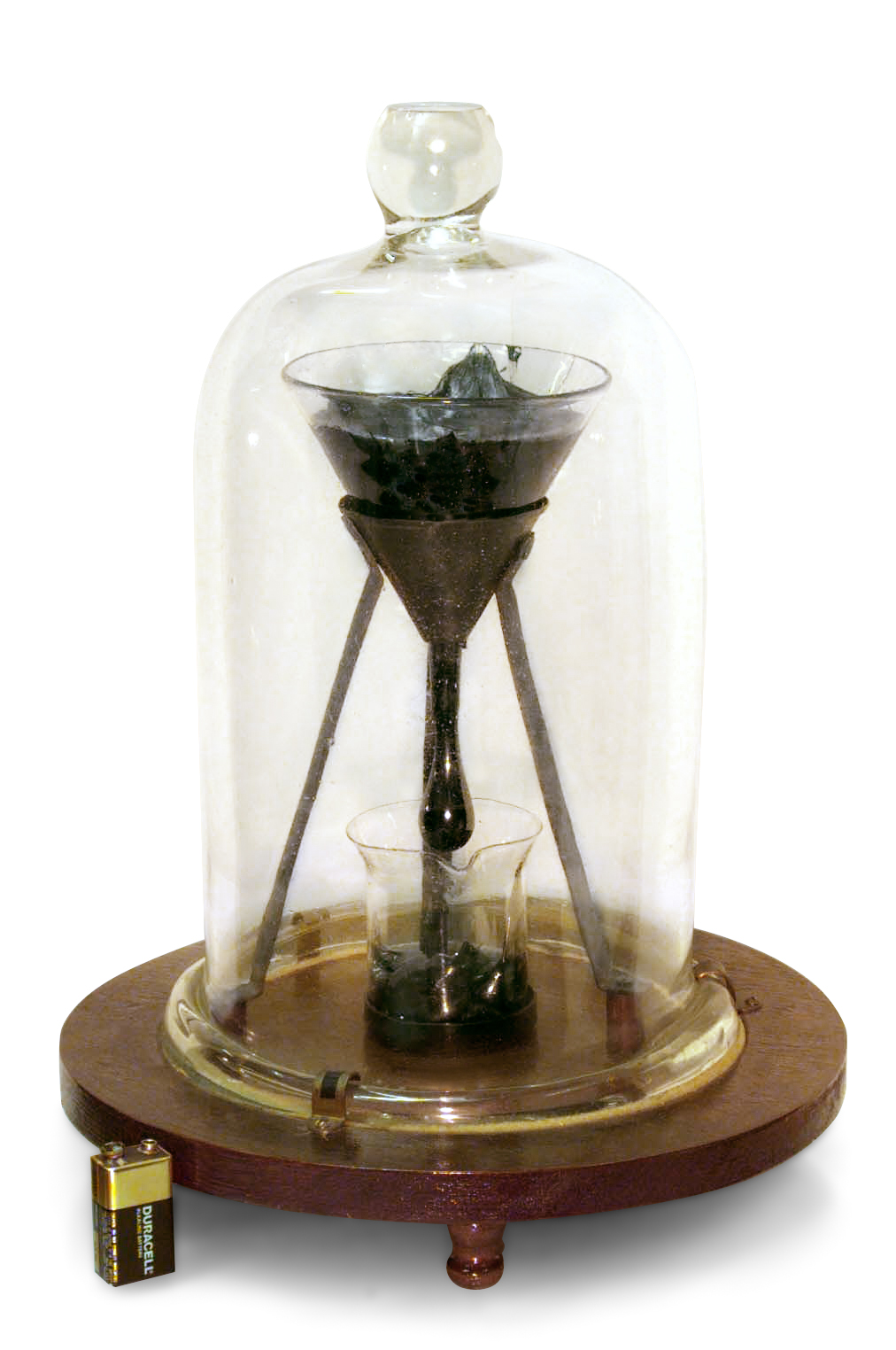
A szurok magas viszkozitását bemutató kísérlet

A szurok gyantaszerű fekete anyag, mely a kőszén és gyanta illó részeinek lepárlása után marad vissza; a világosabb szurkot a fenyőgyanta párolása útján állítják elő. Az anyag nehezen forralható és lehűléskor merevvé válik: a szilárdnak tűnő, szobahőmérsékletű szurok valójában folyadék, amelynek viszkozitása százmilliárdszor nagyobb a víznél.